# 5720 Halweaver
5720 Halweaver (1984 FN) là một tiểu hành tinh bay qua Sao Hỏa được phát hiện ngày 29 tháng 3 năm 1984 bởi Shoemaker, C. S. ở Palomar.